# 4-(2,2-二氰基乙烯基)苯甲酸甲酯
4-(2,2-二氰基乙烯基)苯甲酸甲酯是一种有机化合物，化学式为C12H8N2O2。它可由4-甲酰基苯甲酸甲酯和丙二腈在哌啶存在下于乙醇中回流反应制得。它和三甲基硅基甲醇在催化下反应，可以得到4-(2,2-二氰基-1-羟甲基乙基)苯甲酸甲酯。